# Medulla (Florida)
Medulla ist ein census-designated place (CDP) im Polk County im US-Bundesstaat Florida.  Das U.S. Census Bureau hat bei der Volkszählung 2020 eine Einwohnerzahl von 10.871 ermittelt.

## Geographie
Medulla grenzt im Norden direkt an die Stadt Lakeland und liegt rund 15 km nordwestlich von Bartow sowie etwa 45 km östlich von Tampa. Der CDP wird von der Florida State Road 37 tangiert.

## Demographische Daten
Laut der Volkszählung 2010 verteilten sich die damaligen 8892 Einwohner auf 3918 Haushalte. Die Bevölkerungsdichte lag bei 604,9 Einw./km². 78,9 % der Bevölkerung bezeichneten sich als Weiße, 13,7 % als Afroamerikaner, 0,4 % als Indianer und 1,2 % als Asian Americans. 3,1 % gaben die Angehörigkeit zu einer anderen Ethnie und 2,7 % zu mehreren Ethnien an. 13,4 % der Bevölkerung bestand aus Hispanics oder Latinos.
Im Jahr 2010 lebten in 39,7 % aller Haushalte Kinder unter 18 Jahren sowie 17,7 % aller Haushalte Personen mit mindestens 65 Jahren. 73,7 % der Haushalte waren Familienhaushalte (bestehend aus verheirateten Paaren mit oder ohne Nachkommen bzw. einem Elternteil mit Nachkomme). Die durchschnittliche Größe eines Haushalts lag bei 2,68 Personen und die durchschnittliche Familiengröße bei 3,08 Personen.
29,7 % der Bevölkerung waren jünger als 20 Jahre, 27,3 % waren 20 bis 39 Jahre alt, 28,6 % waren 40 bis 59 Jahre alt und 14,3 % waren mindestens 60 Jahre alt. Das mittlere Alter betrug 35 Jahre. 48,2 % der Bevölkerung waren männlich und 51,8 % weiblich.
Das durchschnittliche Jahreseinkommen lag bei 53.554 $, dabei lebten 8,4 % der Bevölkerung unter der Armutsgrenze.
Im Jahr 2000 war Englisch die Muttersprache von 94,27 % der Bevölkerung, Spanisch sprachen 5,23 % und 0,50 % sprachen französisch.